# رون دان
رون دان (بالإنجليزية: Ron Dunn)‏ هو لاعب كرة قاعدة أمريكي، ولد في 24 يناير 1950 في أوكلاهوما سيتي في الولايات المتحدة.

## وصلات خارجية
- رون دان على موقعبيزبول رفرنس.كوم (الدوري الرئيسي) (الإنجليزية)
- رون دان على موقعبيزبول رفرنس.كوم (الدوري الثانوي) (الإنجليزية)